# Kelurahan Jatiwaringin
Kelurahan Jatiwaringin är en administrativ by i Indonesien.   Den ligger i provinsen Jawa Barat, i den västra delen av landet. Huvudstaden Jakarta ligger i Kelurahan Jatiwaringin. Kelurahan Jatiwaringin ligger vid sjön Rawa Pangkalan.